# Статут про устрій Війська Запорізького

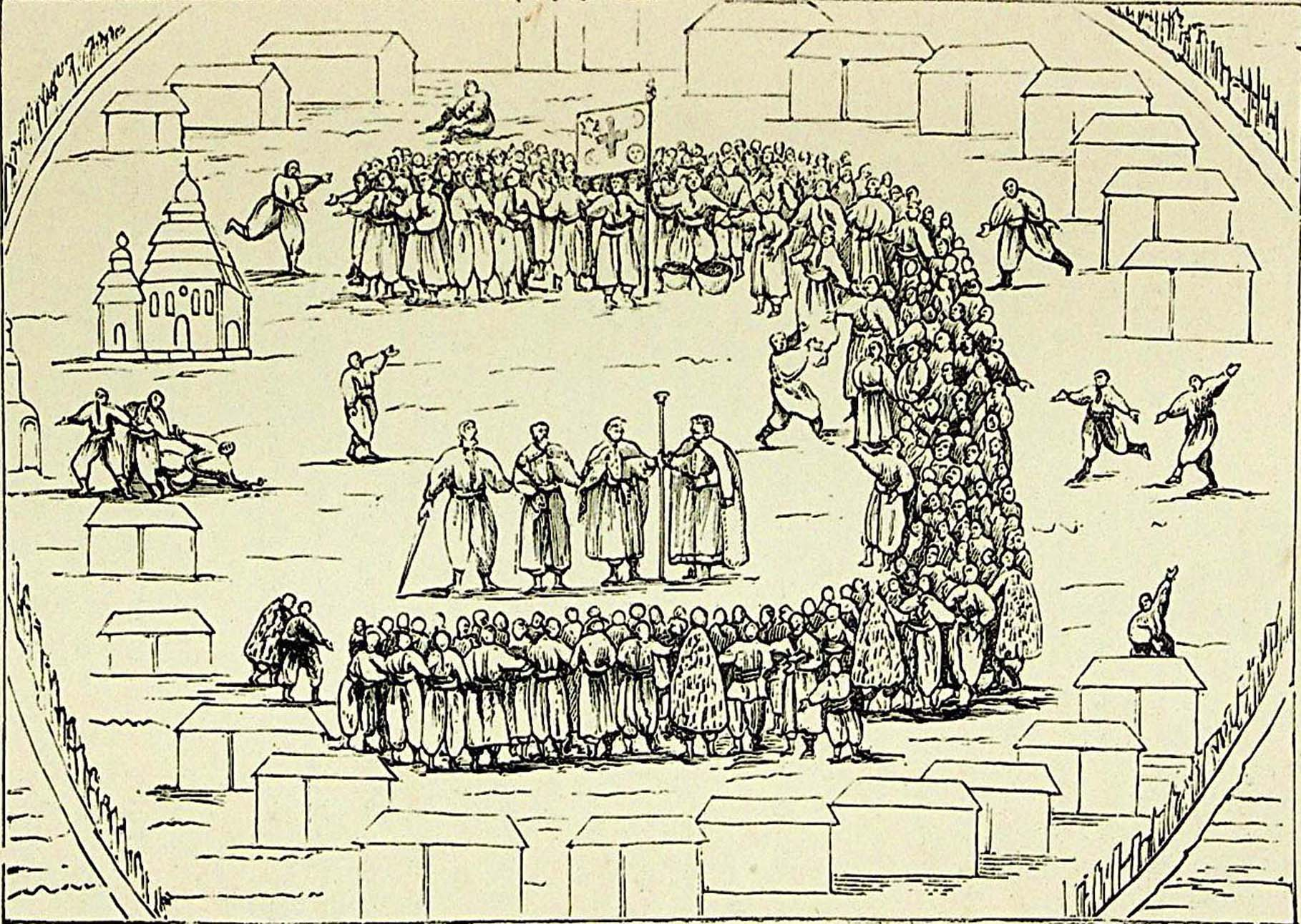
Січова Рада в Запорозьких козаків, XVIII ст.

«Статті про устрій Війська Запорозького» — законодавчий акт, статут, прийнятий у червні 1648 року козацькою Генеральною військовою радою і підписаний гетьманом Богданом Хмельницьким. По своїй суті — загальновійськові статути, які встановлювали організацію війська та сувору дисципліну, а також конституційний акт, який встановлював діяльність гетьмана як верховного головнокомандувача. 
У середині XVII століття на українській території Речі Посполитої відбувається процес становлення національної політичної системи: складається державний апарат на чолі з гетьманом, загальна (Генеральна) військова козацька рада стає верховним органом влади, відповідно до козацького звичаєвого права.
У червні 1648 року Генеральна військова рада прийняла й ухвалила «Статті про устрій Війська Запорозького», засновані на козацьких правових звичаях. Повноваження система органів влади перейшли до органів управління козацтвом, система яких мала три рівні:
- Генеральний — вищі органи державної влади та управління: колегіальні (Генеральна рада, Старшинська рада), урядові (глава держави — гетьман, генеральний (гетьманський) уряд);
- Полковий — полкові козацькі ради, полковники, полкові уряди;
- Сотенний — сотенні козацькі ради, сотники, сотенні уряди.

У 1648—1651 рр. чисельність козацьких військ складала до 150 тисяч осіб. Україна мала власне постійне реєстрове військо (за Зборівським договором 1649 р. — 40 тис., за Білоцерківським 1651 р. — у 20 тис.). У воєнний час чисельність армії сягала 300—350 тис. козаків та мобілізованих.